# 河北新報社
株式会社河北新報社（かほくしんぽうしゃ）は、宮城県仙台市に本社を置く日本の新聞社。1897年1月17日創刊。東北地方の準ブロック紙である河北新報を発行している。新聞事業以外にも、スポーツ・文化事業や出版事業も行っている。
2011年3月11日に東北地方太平洋沖地震（東日本大震災）で被災した。

## 東日本大震災
2011年3月11日に発生した東日本大震災で被災し、本社のサーバーは倒壊、志津川支局を始め、多くの支局や販売網も津波で壊滅した。その模様を綴った『河北新報のいちばん長い日』が2011年10月30日に文藝春秋より刊行される。「東日本大震災で困難に直面しながら、地元新聞社としての役割と責務を果たした」として、2011年に第59回菊池寛賞を受賞。

## 事業所
本社
- 宮城県仙台市青葉区五橋一丁目2番28号

支社
- 東京：東京都中央区銀座八丁目6番25号
- 大阪：大阪府大阪市中央区北浜二丁目1番23号

総局
- 青森・盛岡・秋田・山形・福島・石巻・気仙沼・大崎

2008年（平成20年）に気仙沼支局と古川支局が総局に格上げされた。
支局
- 宮城県：塩釜・白石・角田・多賀城・岩沼・登米・栗原・若柳・大河原・亘理・富谷・加美・小牛田・南三陸
- 岩手県：一関・宮古・大船渡・北上
- 秋田県：横手
- 山形県：米沢・酒田
- 福島県：会津若松・いわき・郡山・南相馬

青森県は2021年4月に唯一の支局だった八戸支局が廃止され、同県内に支局は無くなった。

## 関連会社
創業者の一力一族が今でも経営している関連会社が多い。
- 東北放送
- 東北野球企業 - 廃業。
- 三陸河北新報社 - 宮城県東北部をサービスエリアとし、「石巻かほく」（石巻市、東松島市、牡鹿郡女川町、登米市のうち津山地区がサービスエリア）と「リアスの風」（旧「気仙沼かほく」を改題。気仙沼市、本吉郡南三陸町、登米市のうち津山地区、大船渡市、陸前高田市、一関市のうち千厩地区及び室根地区がサービスエリア）を発行している。1992年（平成4年） - 1999年（平成11年）12月31日には、岩手県釜石市と大槌町、遠野市の一部のエリアに日刊紙「釜石新報」を発行していた。
- 河北新報普及センター
- 河北アドセンター
- 河北新報輸送
- 河北新報印刷
- 河北新報総合サービス
- 河北仙販
- 河北折込センター
- 河北TBCカルチャーセンター
- 河北ランド
- 河北文化事業団
- 河北新報社ビル